# Willa Aleksandra Mimiego w Kiszyniowie

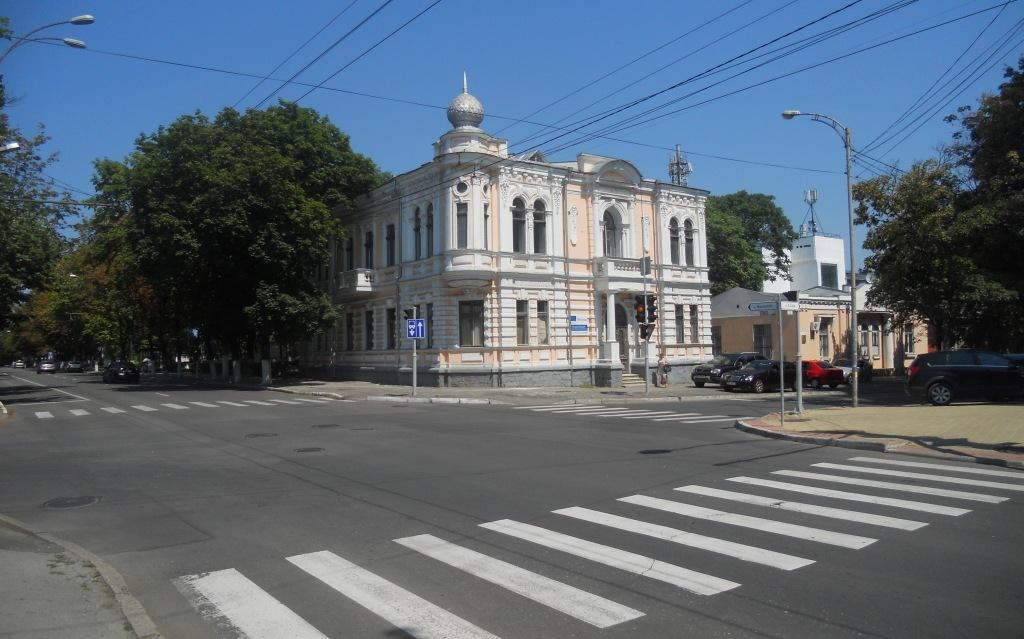
Elewacja frontowa

Willa Aleksandra Mimiego – zabytkowy budynek mieszkalny w Kiszyniowie, u zbiegu ulic București i Lazo.

## Historia
W 1870 r. kupiec Aleksander Mimi zakupił na publicznej licytacji pustą działkę na rogu ulic Podolskiej i Niemieckiej (ob. București i Lazo), ówcześnie na krańcach miejskiej zabudowy. W latach 1870–1878 na jego zamówienie wzniesiono w tym miejscu dwukondygnacyjną willę. W 1912 r. budynek został sprzedany towarzystwu dobroczynnemu przy szpitalu dziecięcym w Kiszyniowie i przebudowany. Do 1940 r. obiekt pełnił funkcje szpitala.

## Architektura

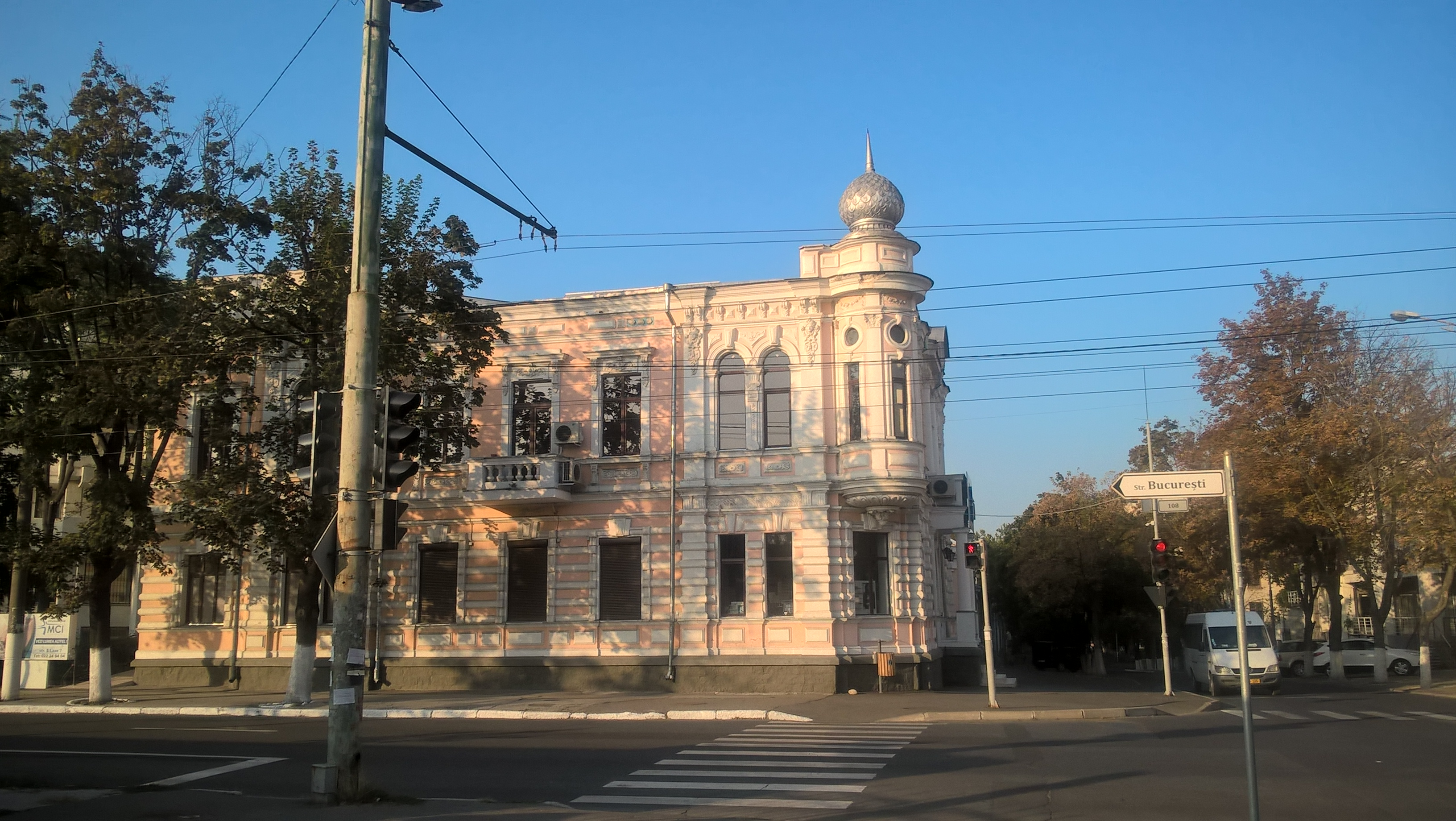
Elewacja boczna

Willa Aleksandra Mimiego została wzniesiona w stylu neobarokowym na planie prostokąta. Główna elewacja obiektu zwrócona jest na ulicę Lazo i została zorganizowana w oparciu o zasadę symetrii: po obu stronach drzwi do budynku znajdują się po dwa okna na pierwszej i drugiej kondygnacji. Wejście do obiektu prowadzi przez portyk z dwiema kolumnami, na których wspiera się balkon usytuowany nad drzwiami. Wejście na balkon zdobione jest dwoma pilastrami z kapitelami korynckimi. Ozdobne zwieńczenie wejścia na balkon stanowi kontynuację portyku na parterze i wspólnie z nim służy podkreśleniu głównego wejścia do budynku. Elewacja boczna budynku od ul. București jest asymetryczna. W narożniku budynku znajduje się wieżyczka zwieńczona kopułą, nadająca całości bardziej wertykalny charakter. Dekoracyjny detal willi skoncentrowany jest na poziomie drugiej kondygnacji obiektu - wokół okien i w przestrzeniach między nimi rozmieszczono płaskorzeźby z motywem girland.